# Nicholas Negroponte
Nicholas Negroponte (Nova Iorque, 1 de dezembro de 1943) é um cientista americano, filho de gregos, formado em Arquitectura e o grande idealizador do projeto internacional intitulado "One Laptop per Child". A fundação OLPC (One Laptop Per Child), presidida por Negroponte, propõe a inclusão digital de crianças em países em desenvolvimento através de um recurso computacional educacional de menos de U$100. É um dos fundadores e professor do Media Lab, o laboratório de multimídia do Massachusetts Institute of Technology (MIT), onde é financiado por mais de 105 empresas, incluindo as maiores corporações dos Estados Unidos e as grandes empresas da indústria do entretenimento. Ele também assina a coluna da revista Wired e é muito reconhecido no universo da informática. É considerado brilhante e caracteriza seus conceitos no seu famoso livro “A vida digital”, conceitos muito discutidos, pois são irreverentes e otimistas. Negroponte estudou no MIT, onde se especializou no então novo campo de computer aided design (CAD), ou Projeto assistido por computador.
Negroponte é considerado um autor pertencente à corrente tecnofílica juntamente com Henry Jenkins, Dan Gillmor, Howard Rheingold e George Gilder, autores que encaram os avanços tecnológicos com otimismo e acreditam que eles trazem mais benefícios do que prejuízos à sociedade. Para Negroponte haverá uma interação maior entre diversas pessoas em qualquer parte do mundo, com um grande fluxo de compartilhamento de ideias e isso de uma forma cada vez mais dinâmica. Dessa forma o mundo digital irá se adaptar aos usuários, sendo cada vez mais personalizado.
Entre suas explicações ele começa determinando a diferença entre bits e átomos. Para Negroponte a natureza física, constituída de átomos, passa a ser transmitida e “transformada” em outra natureza, a natureza digital (bits) “É o menor elemento atômico no DNA da informação” . Como não é baseada em matéria física, a informação em bits pode ser transmitida cada vez mais em um tempo e espaço menor, ultrapassando os limites da informática e estando cada vez mais presentes na vida dos seres humanos.
O conceito de multimédia também foi descrito por Negroponte. Ele defende a interação entre bits, a mistura entre bits de vídeo e bits de áudio. Entre esses e outros, mostra a importância dos computadores e meios digitais serem mais “inteligentes”, para ele não somos nós que temos que nos adaptar aos meios e sim os meios que devem se adaptar a nós, a interface deverá ser “moldada” para cada usuário, facilitando sua manipulação.
Enfim, em suas teorias, mostra como os meios digitais facilitam e vão dominar nossa próxima era, como o e-mail, que é muito mais barato e tem inúmeras vantagens em relação a um fax, a globalização fará com que não haja barreira aos bits, e a partir daí todo o estilo de vida humano passará por um processo enorme de transformação.
Segundo Negroponte, toda indústria que possui uma posição dominante deve buscar formas de se diversificar, a tecnologia pode ser a resposta. Um exemplo são fabricantes de postes de luz e bueiros, talvez. Postes de iluminação pública são ideais para a instalação de estações-base para acesso Wi-Fi: "Cada poste poderia ser uma estação de conexão peer-to-peer", afirma. "Os bueiros são instalados em espaços regulares nas ruas das cidades, e poderiam ser usados para alguma coisa. Quem sabe? Esta é uma boa hora para essas empresas começarem a pensar em possibilidades inesperadas".
A inovação em tempos de dificuldades econômicas envolve o ato de pensar de formas surpreendentes, afirma Negroponte. Outra opinião dele é que a geração futura vai ficar horrorizada quando souber que utilizamos fios para conexão ou para qualquer outra coisa. Através desta afirmação podemos notar que Negroponte é muito otimista em relação às novas mídias.

## O PC de USD 100

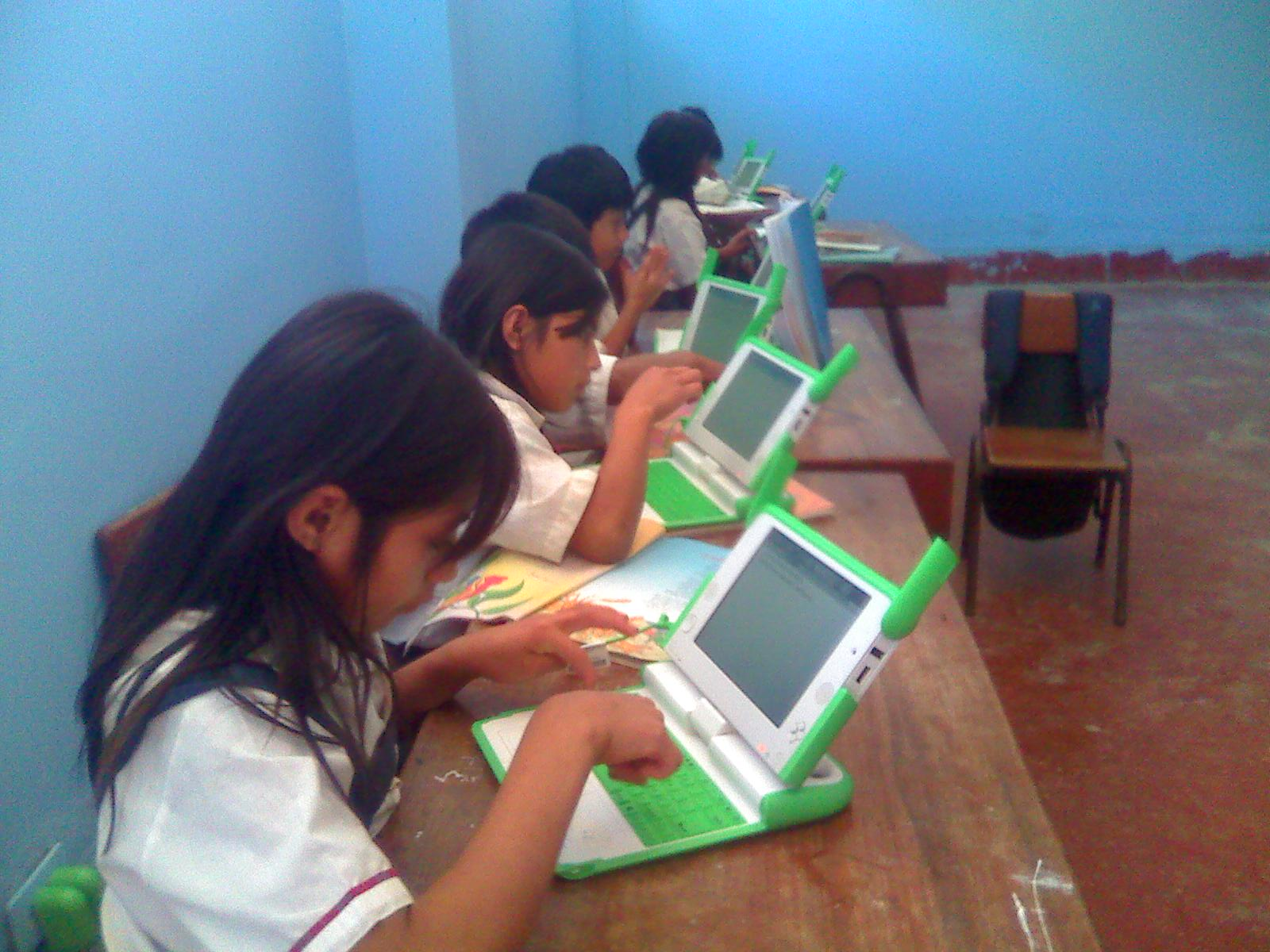
Uma imagem de estudantes do PERU do projeto Um Computador por Criança, elaborado pelo Dr. Nicholas Negroponte, do MIT, Estados Unidos.

Negroponte esteve em 2006 no Brasil, trazendo várias idéias e propostas. Uma delas chamou bastante a atenção: a ideia do Notebook de 100 dólares, que, segundo ele, iria melhorar a educação, pois possibilitaria ao estudante várias opções de pesquisa através do acesso à internet. Em novembro de 2006, o Cientista se encontrou com o Presidente da República, Luiz Inácio Lula da Silva, para lançar o Laptop de 150 Dólares.
O autor do livro “Vida Digital” ainda afirma em entrevista feita para o site icoletiva.com que o Brasil, por ter uma grande população que varia entre 15 e 25 anos de idade, ainda tem uma grande possibilidade de se tornar um grande pólo de produção de software, maior ainda que a Índia, mas que para isso precisaria escutar os jovens e assim descentralizar as idéias. Negroponte acrescentou que em suas previsões ele ainda vê o avanço da internet móvel, e que no futuro vamos ser motivo de riso quando virem que usávamos fios para nos conectarmos à internet. Assim começa a “vida sem Fio” ou vida totalmente wireless'.

## Será o fim da exclusão digital?
Em um mundo cada vez mais globalizado, onde a informação flui instantaneamente e se desatualiza antes mesmo de ser conhecida, o passado deixa de existir como fumaça no ar e o futuro já é conhecido. Negroponte vê em suas previsões que em breve assistiremos à fusão entre o mundo interativo, o mundo do entretenimento e o mundo da informação. Separadas do mundo tecnológico, nossas crianças não têm futuro como cidadãos produtivos: o mercado não pode mais tolerar a cisão homem-máquina. O mercado quer a fusão, o mercado deseja o homem-cibernético.

## Mordomos Digitais
“A ideia é construir substitutos de computadores que possuam certa quantidade de conhecimento, tanto sobre um assunto (um processo, uma área de interesse, um modo de operar) quanto sobre você e sua relação com esse assunto (seus gostos, inclinações, as pessoas que você conhece). Ou seja, o computador deve possuir uma dupla especialidade, como um cozinheiro, jardineiro e um motorista utilizando os conhecimentos que tem para atender aos gostos e necessidades do patrão em matéria de comida, jardinagem e locomoção.”

## O Paladino da era digital
Negroponte é visto como um paladino da era digital, pois de certa forma as “visões” dele a respeito do desenvolvimento da tecnologia da informação são bastante válidas. Negroponte é uma daquelas pessoas rotuladas como otimista em relação às novas formas de mídia. Chegou a profetizar que, com o desenvolvimento e a rapidez com que as informações são geradas, serão capazes de gerar um êxodo urbano sem procedentes. Ou seja, não haverá nada que se possa fazer que você não acesse lá da sua casa de campo a milhas dos grandes centros urbanos. Na visão de Negroponte, o computador, principal signo dessa nova era, vem como uma ferramenta de assistência a atividades em que exigem um tempo que poderia ser aproveitado de outra forma. Há também quem veja essa imersão às facilidades provocadas pelo computador de forma bastante negativa. Jean Baudrillard é o Yang de Nicholas, e vê a sociedade cada vez mais escrava e dependente das “máquinas”.

## Digitalização da Vida
Nicholas aponta para uma digitalização da vida em três estágios. O primeiro é o da era industrial, em que os produtores veiculavam informações para o público através dos meios de comunicação em massa. Na era industrial, também conhecida como era do átomo, o público é apenas receptor. O segundo estágio é a era da informação, na qual ainda predominavam os meios de comunicação em massa mas com um fluxo informativo muito mais dinâmico. Por último a era da pós-informação, marcada pelo consumo por encomenda e pelo uso da inteligência artificial em vários âmbitos da vida social.